# Сремац браца мој
Сремац браца мој је филм из 1999. године у режији Душана Торбице. Сценарио је написала Маријана Прентовић. Филм Траје 53 минута.

## Улоге
| Глумац                    | Улога  |
| ------------------------- | ------ |
| Александар Матић          | Сремац |
| Едита Тот                 | Јела   |
| Стеван Гардиновачки       | Баба   |
| Александра Илић Плесковић | Мајка  |
| Милена Буловић            | Нана   |